# Лесбийская литература
Лесби́йская литерату́ра — жанр литературы, посвящённый лесбийской тематике. Она включает в себя поэзию, пьесы, художественную литературу с персонажами-лесбиянками и научную литературу на лесбийскую тематику.

## Определение
Лесбийская литература включает в себя произведения авторов-лесбиянок, а также произведения других авторов на лесбийскую тематику.
Фундаментом лесбийской литературы является поэзия Сапфо. Благодаря различным древним писаниям историки узнали, что группа молодых женщин была оставлена на попечение Сапфо для воспитания или культурного образования. Сохранилось не так много стихов Сапфо, но те, что сохранились, демонстрируют темы, о которых она писала: повседневная жизнь женщин, их отношения и ритуалы. Она делала акцент на красоте женщин и провозглашала свою любовь к девушкам.
Некоторые произведения имеют историческое или культурное значение, лесбийская литература продолжает расти и меняться с течением времени: до недавнего времени современная лесбийская литература была сосредоточена вокруг нескольких небольших, исключительно лесбийских издательств, а также онлайн-фандомов. Но с началом нового тысячелетия многие лесбийские издательства расширились, включив в них работы транс-мужчин и женщин, геев, бисексуалов, и других квиров, не представленные в основной прессе. Кроме того, произведения с лесбийской тематикой и персонажами стали более распространённо публиковаться.

## Ранняя литература

### Средневековый христианский мистицизм
В Средневековье не было особенного термина для лесбиянства, но средневековые французские тексты под влиянием арабской литературы того периода содержали литературные изображения любви и сексуального влечения между женщинами. Такие выражения можно найти в религиозных текстах, посвящённых Деве Марии или в агиографии Иды Лёвенской, написанной бегуинками, или в трудах Хильдегарды Бингенской, Хадевейх Антверпенской , Марджери Кемпе, Мехтильды Магдебургской Маргариты Поретанской.

### XIX-й век
В начале XIX-го века китайская поэтесса У Чжао приобрела популярность благодаря своим стихам о лесбийской любви. Её песни, по словам Кеннета Рексрота, «пели по всему Китаю».
В XIX веке лесбийская литература ещё не образовалась как отдельный жанр литературы. Но писательницы-лесбиянки, такие как Вернон Ли, намекали на лесбийские подтексты в своих произведениях или писали любовные стихи от лица мужчины. Другие писали, но держали свои произведения в тайне. Начиная с 1806 года, английская землевладелица и альпинистка Анна Листер в течение 34 лет вела обширные дневники, в которые включала подробности своих лесбийских отношений и интриг, причём лесбийские разделы были написаны секретным кодом. Дневники не публиковались до 1980-х годов. В 2010 году они стали основой для телепередачи BBC «Тайные дневники мисс Энн Листер».
Писательница и издательница XXI века Сьюзен Коппельман составила сборник «Две подруги и другие истории американских лесбиянок XIX века: от американских женщин-писателей», в который вошли рассказы Констанции Вулсон, Октавы Танет, Мэри Фриман, Кейт Шопен и Сары Джуэтт. Об этих историях, разнящихся «от явных до возможно лесбийских», Коппельман сказала: «Я определяю эти истории как истории о женщинах, любящих женщин различными романтическими способами, которые нам даже не пришлось бы пытаться определить, если бы мы говорили. о мужчинах и женщинах, любящих друг друга».
Начиная с 1970-х годов исследователи лесбийской литературы различают лесбийские отношения, которые в XIX-м веке не были бы названы таковыми из-за иных представлений о близости и сексуальности. Например, поэма Кристины Россети «Базар гоблинов» 1862-года читается как рассказ о лесбийских отношениях, хотя писательница пытается изобразить рассказ о сестринской любви. Исследователи также увидели лесбийский подтекст в таких персонажах, как Мэриан Голкомб из романа Уилки Коллинза «Женщина в белом». Мэриан описывается как мужественная и непривлекательная, а её стимулом на протяжении всей истории является влюбленность в её сводную сестру, Лору Фэрли.
Кроме того, исследователи сообщают о квир-подтексте романов Шарлоты Бронте, особенно «Шерли» и «Городок», в которых главные героини вступают в близкие или даже одержимые отношения с другими женщинами. Некоторые даже предполагают, что сама Бронте могла быть влюблена в свою подругу Эллен Насси: Вита Сэквилл-Уэст назвала письма между ними «любовными письмами, чистыми и простыми».
Ученые также рассуждают о том, могла ли поэтесса Эмили Дикинсон быть влюблена в свою родственницу, Сьюзен Гилберт, и эта теория подкрепляет вероятность лесбийского подтекста стихов Дикинсон.
Некоторые писатели-мужчины также поднимали лесбийскую тематику в своих произведениях: взаимоотношения между главной героиней и чужеземкой Джеральдиной в поэме «Кристабель» Сэмюэля Кольриджа были интерпретированы исследователями, как имеющие лесбийский подтекст.
Одним из наиболее откровенно лесбийских произведений XIX века является готический роман «Кармилла» Шеридана ле Фаню, впервые опубликованный в 1871 году. Считается источником вдохновения для Брэма Стокера, автора «Дракулы». Рассказывает историю отношений между невинной Лаурой и вампиршей Кармиллой, которая пьёт кровь Лауры, что интерпретируется как эротическое влечение к ней. Эта история вдохновила многие другие работы, в которых используется образ вампира-лесбиянки.

## Современная история

### 1900—1950: Начало
Первый роман на английском языке, признанный лесбийским, является «Колодец одиночества» Рэдклифф Холл, который британский суд счел нецензурным, поскольку он «поддерживает неестественные отношения между женщинами». Книга была запрещена в Великобритании на протяжении десятилетий; по той же причине подвергли цензуре «Любовника леди Чаттерлей», в котором также была тема трансгрессивной женской сексуальности, хоть и гетеросексуальной. В США «Колодец одиночества» также выдержал судебные разбирательства.
В 1923 году Эльза Гидлоу, родившаяся в Великобритании, опубликовала в США первый том откровенно лесбийской любовной поэзии под названием «На серой нити».
В начале XX века всё более заметное Лесбийское сообщество в Париже было сосредоточено в парижских салонах, организованных французскими лесбиянкам, такими как Натали Барни и Гертруда Стайн, которой принадлежит авторство термина «Потерянное поколение». Под авторством французских лесбиянок издались такие произведения, как: "Ночной лес " Джуны Барнс, «Сапфическая идиллия» Лианы де Пужи, а также поэзия Рене Вивьен, Рэдклифф Холл также провела время в Париже в салоне Барни и смоделировала одного из своих персонажей в «Колодце одиночества» по её образцу.
Японская писательница Нобуко Ёсия была важным автором рассказов начала XX века о бурных романах между молодыми женщинами и её произведения были приняты в массовой культуре.
Роман «Орландо» авторства Вирджинии Вулф повествует об одноимённом энергичном поэте, изменяющем пол и живущем столетиями, который был придуман под вдохновением писательницей Витой Сэквилл-Уэст, любовницей автора. Это произведение было переосмыслено в 1970-х годах как «переворотный» лесбийский текст.
В большинстве американской литературы 1930-х, 1940-х и начала 1950-х годов жизнь лесбиянок представлялась как трагедия, заканчивающаяся либо самоубийством лесбиянки, либо её обращением в гетеросексуальность. Это было необходимо для того, чтобы власти не объявили литературу нецензурной. Обычно это достигалось путём помещения смерти или обращения в гетеросексуальность в последнюю главу или даже параграф. Например, «Каменная стена», лесбийская автобиография с несчастливым концом, была опубликована в 1930 году под псевдонимом Мэри Казал. Это была одна из первых лесбийских автобиографий. Однако уже в 1939 году Фрэнсис Раммел, преподавательница французского языка в колледже, опубликовала первую лесбийскую автобиографию, в которой история двух женщин подходит к счастливому концу, под названием «Диана: Странная автобиография». Эта автобиография была опубликована с примечанием: «Издатели хотят, чтобы было ясно, что это правдивая история, первая в своём роде, когда-либо предлагавшаяся широкой читающей публике». Однако литературные аналитики впоследствии назвали автобиографию «вымышленной».

### С 1970-го года по настоящее время: феминизм второй волны, массовое признание и диверсификация.
Вторая волна феминизма привела к появлению более политизированного акцента в лесбийской литературе и более широкому признанию лесбийской литературы, которая отошла от темы «трагических лесбиянок», доминировавшей в ранних произведениях. Пионерским автобиографическим романом этой эпохи стал плутовской роман Риты Мэй Браун «Рубиновые джунгли», ставший бестселлером. Джилл Джонстон выступала за лесбийский сепаратизм в своей книге «Лесбийская нация». Имена Одри Лорд, Джуэлл Гомес, Паулы Ганн Аллен, Черри Мораги и Глории Анзалдуа стали известны. Во Франции Моник Виттиг опубликовала книгу «Женщины-воины», в которой описывался мир, доминируемый лесбиянками. Точно так же роман Джоанны Расс «Мужчина-женщина» содержит альтернативную вселенную, населённую исключительно лесбиянками. лесбийские произведения. Адриенна Рич, Альма Раутсонг и Джуди Грен были важными поэтессами и эссеистками той эпохи.
В 1980-х и 1990-х годах лесбийская литература диверсифицировалась в жанровую литературу, включая фэнтези, мистику, научную фантастику и романсы.
Влияние феминизма конца XX века и большее принятие творчества ЛГБТ также ощущалось в Мексике, с появлением писателей-лесбиянок, таких как: Нэнси Карденас, Магали Алабау, Мерседес Роффе и других. В Аргентине и Уругвае Алехандра Писарник и Кристина Пери Росси объединили в своём творчестве лесбийский эротизм с художественными и социально-политическими проблемами.
По мере того, как литература с лесбийскими персонажами и отношениями становится всё более приемлемой в западном обществе, некоторые писатели и литературные критики задаются вопросом, зачем вообще нужна отдельная категория для лесбийской литературы. «Я никогда не понимала, почему художественная литература гетеросексалов должна быть для всех, а всё, что имеет гомосексуальный характер, предназначено только для квиров», — сказала писательница Джанет Уинтерсон. Другие подчёркивают постоянную потребность в литературе на ЛГБТ-тематику, особенно для молодых ЛГБТ-читателей.

## Подростковая литература

### 1970-е
В романе Розы Гай «Руби» главная героиня — девушка из Вест-Индии. В романе рассказывается история её отношений с другой девушкой. Другие романы для молодых взрослых с лесбийскими персонажами и темами, опубликованные в это время, включают «Счастливые концы у всех одинаковые» Сандры Скоппеттоны.
Часто встречающиеся темы в книгах, опубликованных в 1970-е годы — это то, что гомосексуальность является «фазой», или что для гомосексуалов не бывает «счастливых концов», и что они в целом ведут трудную жизнь.
Журнал «School Library Journal» сообщил:
На протяжении 1970-х годов в среднем в год выходило по одной книге для подростков, посвящённой проблемам гомосексуалов. Хотя многие из этих ранних книг были хорошо написаны и получили хорошие отзывы, персонажи-геи были в лучшем случае помощниками или фольгой для главного героя-гетеросексуала, а в худшем — жертвами, которые сталкивались с насилием, травмами или смертью (дорожно-транспортные происшествия со смертельным исходом были обычным делом). Молодые герои, беспокоившиеся о том, что они могут быть геями, неизменно приходили к выводу, что их однополое влечение - это просто временный этап на пути к гетеросексуальной взрослой жизни.
Джуди Блум является одним из первых авторов, затрагивающих и поднимающих в детской и подростковой литературе табуированные темы, как: гомосексуальность, мастурбация и менструация. Сама Блум говорит так: «Я хочу быть честной. И я чувствую, что (когда я была ребёнком) ни один взрослый не был честен со мной. Раньше мы не знали того, что нам стоило бы знать».Общий тираж книг Блум превышает 82 миллиона, они переведены на 32 языка. Джуди получила более 90 литературных наград за свои романы, в том числе награду «Маргарет Эдвардс» с формулировкой «за значительный и длительный вклад в подростковую литературу». В апреле 2000 года библиотека Конгресса США включила её в «список живых легенд» в категории «писатели и художники» за «значительный вклад в Американское культурное наследие».

### 1980-е
В романе «Энни в моих мыслях» Нэнси Гарден рассказывается история двух школьниц, которые влюбляются друг в друга. Этот роман, который никогда не выходил из печати, стал шагом вперёд для гомосексуальности в литературе для подростков. Он был опубликован в твёрдом переплете крупным издательством. В книге гомосексуальность рассматривается как нечто постоянное и подлежащее исследованию, а не «исправлению».
В Канзасе священник возглавил публичное сожжение книги «Энни в моих мыслях» из-за споров, возникших после того, как она была передана в школьную библиотеку.

### 1990-е
За это десятилетие количество опубликованных романов для молодых взрослых на лесбийскую тематику выросло. Нэнси Гарден опубликовала два романа с главными героями-лесбиянками, «Жаворонок утром» и «Восход хорошей луны», получила положительные отзывы и продажи. В 1994-м году Мэриджейн Микер опубликовала книгу «Избавь нас от Эви» о мальчике с сестрой-лесбиянкой, которая была хорошо принята публикой. Другие книги, изданные в течение этого десятилетия: «Погружение» Стейси Донован, «Необходимый голод» Нины Ревойр и «Дом, который вы проходите по пути» Жаклин Вудсон и другие.

### 2000-е
1990-е годы стали поворотным периодом для подростковой литературы, в которой рассматриваются проблемы лесбиянок, а с 2000 года на рынок хлынул поток таких книг. Отношение общества к лесбийской тематике в подростковой литературе стало благосклоннее.
В 2000-м году журнал «School Library Journal» включил «Энни в моих мыслях» в список 100 самых влиятельных книг века.
Раньше большинство книг изображало гомосексуалов, как «живущих изолированной жизнью, вырванной из контекста реальности удивительно деятельного социума». Сегодня книги показывают гомосексуалов не заклеймёнными и отчуждёнными, а нормальными, как представители других ориентаций.
Подростковый роман 2012 года «Неправильное воспитание Кэмерон Пост» Эмили Дэнфорт рассказывает историю 12-летней девочки, которую отправляют в лагерь для репаративной терапии. В 2016 году начались съёмки экранизации .
Книг о женской гомосексуальности меньше, чем о мужской, а книг о бисексуальности издается ещё меньше. Несмотря на то, что доступность книг с подростковой лесбийской и бисексуальной тематикой увеличилась с 1960-х годов, книги с небелыми персонажами по-прежнему трудно найти.